# Kruonis
Kruonis (pol. Kronie) – miasteczko na Litwie w okręgu kowieńskim w rejonie Koszedary, położone kilka kilometrów na wschód od rzeki Niemen i ok. 20 km. od Koszedarów. Siedziba gminy Kruonis. 
Przez miejscowość przechodzi droga Rumszyszki-Olita. Znajduje się tu poczta, kościół, cerkiew, szkoła i grodzisko. Miejscowość jest litewskim zabytkiem urbanistyki (sieć ulic i rynek). Dekretem prezydenta Republiki Litewskiej miejscowość od 2007 roku posiada herb.

## Historia
W 1610 roku powstał tu prawosławny męski klasztor fundacji Teodora Bogdana Ogińskiego, który został następnie przejęty przez Zakon Bazylianów Świętego Jozafata, w 1839 ponownie przeszedł do Rosyjskiego Kościoła Prawosławnego (jako cerkiew parafialna), zaś w 1919 znalazł się we władaniu Kościoła katolickiego. Renesansowa świątynia posiada wewnątrz wykonany w tym samym stylu ołtarz oraz nagrobki fundatora i jego syna Samuela Lwa Ogińskiego. Przy szkole zachowane ruiny dworu Ogińskich. 3 km na południe od miejscowości zachowane jest grodzisko i kurhany.
Obecna prawosławna cerkiew (pod wezwaniem Opieki Matki Bożej) została zbudowana w latach 20. XX w.
Pomiędzy 1978 do 1998 powstała w pobliżu jedyna w krajach bałtyckich elektrownia szczytowo-pompowa Kruonis. 